# 슬라빈

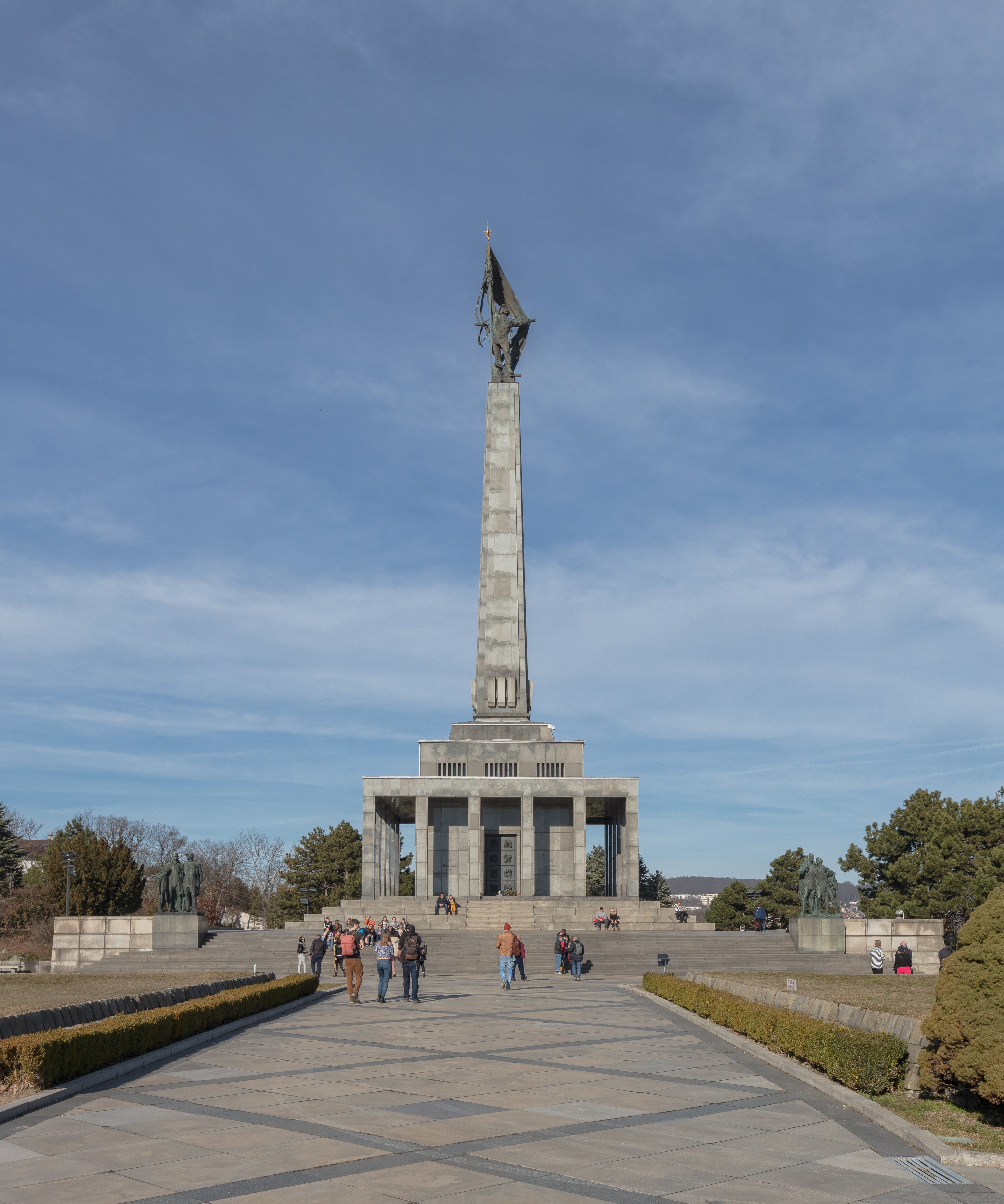
슬라빈

슬라빈(슬로바키아어: Slavín)은 슬로바키아 브라티슬라바에 있는 군사 기념물이자 군인묘지다. 이곳은 1945년 4월 점령한 독일 국방군 부대와 교권 파시즘 티소 정부를 지원한 슬로바키아 군대로부터 도시를 점령하는 동안 제2차 세계 대전 중에 전사한 수천 명의 소련군 병사들의 매장지다. 이곳은 브라티슬라바 중심부에 가까운 대사관 지역과 부촌 지역 사이 언덕에 위치해 있다.
1957년에서 1960년 사이 들판 묘지 자리에 건설되었고, 도시 해방 15주년을 맞아 1960년 4월 3일에 설립되었다. 이 기념물은 스탈린주의 건축 양식으로 문화과학궁전과 비슷한 종류로 건설되었다. 1961년에 국가 문화 기념물로 지정되었다. 설계자는 얀 스베틀리크다.

## 구성
42m 높이의 오벨리스크 위에는 슬로바키아 조각가 알렉산데르 트리줄야크의 12.5m 높이의 군인 동상이 있다. 이 군인은 오른손에 깃발을 들고 왼손 부츠로 만자문을 짓밟고 있다.